# Maybell
Maybell – jednostka osadnicza w Stanach Zjednoczonych, w stanie Kolorado, w hrabstwie Moffat.